# Sukces (stan)
Sukces – działanie na najwyższym poziomie możliwości jednostki, w kierunku spełnienia jej marzeń i pragnień przy jednoczesnym zachowaniu równowagi pomiędzy wszystkimi płaszczyznami życia.
Innymi słowy sukces jest to stan zamierzony, zrealizowany w przeciągu pewnego czasu. Do zdefiniowania sukcesu określa się wartości, które są jego wyznacznikiem. W odniesieniu do każdego człowieka sukces może być postrzegany w inny sposób. Ważną rolę odgrywa tutaj hierarchia wartości i doświadczenia poszczególnych osób. Miarą sukcesu mogą być: zrealizowane plany, szczęście, zdrowie, własność materialna itp.
Człowiek osiąga sukces wtedy, gdy spełniają się wszystkie jego oczekiwania.